# Voleibol nos Jogos Pan-Americanos de 2023
Os torneios de voleibol nos Jogos Pan-Americanos de 2023 em Santiago, no Chile, foram realizados de 21 de outubro a 4 de novembro na Arena Parque O'Higgins. Oito equipes tanto no masculino quanto no feminino competiram nos respectivos torneios, cada um composto de oito equipes de 12 jogadores.

## Qualificação
Um total de oito equipes masculinas e oito equipes femininas se classificaram para competir em cada torneio. Como país-sede, o Chile recebeu classificação automática e as demais equipes se classificaram através de torneios qualificatórios.
Feminino
| Evento                              | Datas             | Local         | Vagas | Classificados               |
| ----------------------------------- | ----------------- | ------------- | ----- | --------------------------- |
| País-sede                           | —                 | —             | 1     | Chile                       |
| Copa Pan-Americana de 2021          | 13–19 de setembro | Santo Domingo | 1     | República Dominicana        |
| Jogos Pan-Americanos Júnior de 2021 | 1–5 de dezembro   | Cáli          | 2     | Brasil · México             |
| Torneio Classificatório da CSV      | 7–11 de agosto    | San Juan      | 2     | Argentina · Colômbia        |
| Copa Pan-Americana de 2022          | 21–28 de agosto   | Hermosillo    | 1     | Cuba                        |
| Copa Pan-Americana de 2023          | 6–13 de agosto    | Ponce         | 1     | Estados Unidos · Porto Rico |
| Total                               |                   |               | 8     |                             |

Masculino
| Evento                              | Datas             | Local         | Vagas | Classificados                 |
| ----------------------------------- | ----------------- | ------------- | ----- | ----------------------------- |
| País-sede                           | —                 | —             | 1     | Chile                         |
| Copa Pan-Americana de 2021          | 3–9 de setembro   | Santo Domingo | 1     | México                        |
| Jogos Pan-Americanos Júnior de 2021 | 26–30 de novembro | Cáli          | 2     | Brasil · República Dominicana |
| Copa Pan-Americana de 2022          | 9–14 de agosto    | Gatineau      | 1     | Cuba                          |
| Torneio Classificatório da CSV      | 20–24 de setembro | Santiago      | 2     | Argentina · Colômbia          |
| Copa Pan-Americana de 2023          | 15–20 de agosto   | Guadalajara   | 1     | Canadá · Porto Rico           |
| Total                               |                   |               | 8     |                               |

## Calendário
| FG | Fase de grupos | QF | Quartas de final | C | Fase de classificação | SF | Semifinal | B | Disputa pelo bronze | O | Disputa pelo ouro |

| DataEvento | 21 out | 22 out | 23 out | 24 out | 25 out | 25 out | 26 out | 26 out | 26 out | 27 out | 28 out | 29 out | 30 out | 31 out | 1 nov | 2 nov | 3 nov | 3 nov | 4 nov | 4 nov | 4 nov |
| ---------- | ------ | ------ | ------ | ------ | ------ | ------ | ------ | ------ | ------ | ------ | ------ | ------ | ------ | ------ | ----- | ----- | ----- | ----- | ----- | ----- | ----- |
| Feminino   | FG     | FG     | FG     | QF     | C      | SF     | C      | B      | O      |        |        |        |        |        |       |       |       |       |       |       |       |
| Masculino  |        |        |        |        |        |        |        |        |        |        |        |        | FG     | FG     | FG    | QF    | C     | SF    | C     | B     | O     |

## Nações participantes
| CON                      | Masculino | Feminino | Jogadores |
| ------------------------ | --------- | -------- | --------- |
| ARG Argentina            | Yes       | Yes      | 24        |
| BRA Brasil               | Yes       | Yes      | 24        |
| CHI Chile                | Yes       | Yes      | 24        |
| COL Colômbia             | Yes       | Yes      | 24        |
| CUB Cuba                 | Yes       | Yes      | 24        |
| MEX México               | Yes       | Yes      | 24        |
| PUR Porto Rico           | Yes       | Yes      | 24        |
| DOM República Dominicana | Yes       | Yes      | 24        |
| Total: 8 CONs            | 8         | 8        | 192       |

## Medalhistas
| Evento             | Ouro | Prata | Bronze |
| ------------------ | --- | --- | --- |
| Masculino detalhes | Judson Cunha Otávio Pinto Matheus Gonçalves Adriano Xavier Thiery Morais Henrique Honorato Thiago Veloso Maicon França Maique Nascimento Darlan Souza Felipe Roque Lukas Bergmann BRA Brasil                            | Demián González Gustavo Maciel Marcos Richards Tobias Scarpa Ezequiel Vázquez Mauro Zelayeta Sergio Soria Bruno Lima Manuel Balagué Facundo Conte Nicolás Lazo Agustín Gallardo ARG Argentina | Jharold Caicedo Juan Camilo Estupiñán Gustavo Larrahondo Daniel Aponzá Santiago Ruiz Álvarez Andrés Piza Juan Camilo Ambula Jhon Cuello Leandro Mejía Daniel Medina Roosvuelt Ramos Jorge Mesa COL Colômbia |
| Feminino detalhes  | Cándida Arias Lisvel Elisa Eve Vielka Peralta Brenda Castillo Niverka Marte Yokaty Pérez Yonkaira Peña Bethania de la Cruz Brayelin Martínez Jineiry Martínez Gaila González Larysmer Martínez DOM República Dominicana | Naiane Rios Carolina Leite Maiara Basso Lorena Viezel Talía Costa Aline Segato Sabrina Machado Tainara Santos Luzia Nezzo Larissa Besen Helena Wenk Laís Vasques BRA Brasil                   | Ivone Martínez María Fernanda Rodríguez Grecia Castro María Celeste Vela Daniela Siller Jocelyn Urías Joseline Landeros Karen Rivera Ángela Muñoz Aime Topete Arleth Márquez Karina Flores MEX México       |

## Quadro de medalhas
| Ordem | País                     | Medalha de ouro | Medalha de prata | Medalha de bronze |   |
| ----- | ------------------------ | --------------- | ---------------- | ----------------- | - |
| 1     | BRA Brasil               | 1               | 1                |                   | 2 |
| 2     | DOM República Dominicana | 1               |                  |                   | 1 |
| 3     | ARG Argentina            |                 | 1                |                   | 1 |
| 4     | COL Colômbia             |                 |                  | 1                 | 1 |
|       | MEX México               |                 |                  | 1                 | 1 |
| TOTAL | TOTAL                    | 2               | 2                | 2                 | 6 |